# Lodovico Jacobini
Lodovico Jacobini (ur. 6 stycznia 1832 w Genzano di Roma, zm. 28 lutego 1887 w Rzymie) – włoski duchowny katolicki, dyplomata watykański, sekretarz stanu, kardynał.

## Życiorys
Uczęszczał do seminarium w Albano. Święcenia kapłańskie przyjął 23 września 1854 w Rzymie. Kontynuował następnie studia na Uniwersytecie La Sapienza w Rzymie, gdzie obronił doktoraty z teologii (w lipcu 1857) i obojga praw (w czerwcu 1858). Po studiach podjął pracę w Kurii Rzymskiej. Otrzymał tytuł papieskiego prałata domowego, pełnił funkcje m.in. sekretarza Kongregacji Rozkrzewiania Wiary ds. rytów wschodnich oraz sekretarza komisji przygotowawczej Syllabusa. Nosił tytuły kanonika bazyliki laterańskiej, referendarza w Trybunale Sygnatury Apostolskiej, protonotariusza apostolskiego (infułata). Był również sekretarzem komisji przygotowawczej Soboru Watykańskiego I, a następnie podsekretarzem Soboru (1869–1870).
W marcu 1874 papież Pius IX mianował go arcybiskupem tytularnym Tessalonik i nuncjuszem w Austrii; sakry biskupiej Jacobiniemu udzielił 24 marca 1874 kardynał Constantino Patrizi. Kolejny papież Leon XIII wyniósł go we wrześniu 1879 do godności kardynalskiej, nadając tytuł prezbitera S. Mariae de Victoria. W grudniu 1880 (po rezygnacji Lorenzo Niny) kardynał Jacobini został powołany na stanowisko sekretarza stanu oraz administratora dóbr Stolicy Świętej. Funkcje te pełnił formalnie do końca życia, ale przez ostatnie dwa lata musiał być wyręczany w obowiązkach ze względu na ciężką chorobę. Został pochowany na cmentarzu Campo Verano w Rzymie.
8 września 1877 roku kard. Jacobini (ówcześnie jako arcybiskup i nuncjusz apostolski w Wiedniu), ukoronował cudowny obraz Matki Miłosierdzia w bazylice w Starej Wsi.
Jednym z biskupów, którym udzielił sakry biskupiej, był polski duchowny Albin Dunajewski, biskup krakowski i przyszły kardynał.